# کانیتسه (ناحیه برنو-تسوونتری)
کانیتسه (به چکی: Kanice) یک منطقهٔ مسکونی در جمهوری چک است که در ناحیه برنو-تسوونتری واقع شده‌است. کانیتسه ۸٫۲۳ کیلومتر مربع مساحت و ۸۲۰ نفر جمعیت دارد و ۳۱۶ متر بالاتر از سطح دریا واقع شده‌است.